# Ludwik de Laveaux (officier polonais)
 (juillet 2017).
Cet article concerne le général de brigade polonais. Pour le peintre polonais, voir Ludwik de Laveaux.
Pour les articles homonymes, voir Laveaux.
Ludwik de Laveaux est un général de brigade de l’armée polonaise ayant servi pendant la Première Guerre mondiale, la Seconde Guerre mondiale et la guerre soviéto-polonaise. Il est issu de la famille de Lavaulx qui est une famille subsistante de la noblesse française. Elle est encore représentée en Autriche, en France et en Australie. Une de ses branches (de Lavaulx de Saint-Ouen, orthographié de Laveaux) a essaimé en Pologne du XVIIIe au XXe siècle. Le général Ludwik de Laveaux est parent du peintre polonais Ludwik de Laveaux. 

## Carrière militaire
Il est né le 18 juin 1891 à Frysztakua et était un parent du peintre homonyme Ludwik de Laveaux (1868-1894). En 1911, il est diplômé de l’université de Cracovie et étudie l’architecture à l’université technique de Lwow. Au cours de la Première Guerre mondiale, il sert dans les Légions polonaises no 1 et 4 dans la région de Lwow. À ses débuts simple soldat, il est nommé officier le 1er avril 1916 et prend en 1917 le commandement de la défense de la ville de Lwow, s’emparant par la suite de la gare principale de la ville les 3 et 4 novembre 1918. Après la guerre, il est l’assistant du commandant en chef Czesław Mączyński au cours des négociations de paix. 
Entre juin et décembre 1918, il suit les cours de l’école d’état-major à Varsovie, mais ces études sont interrompues par la guerre soviéto-polonaise, au cours de laquelle il fut chef d’état-major de la 5e division d’infanterie. Il reprit ses études de 1821 à 1922 à l’école militaire de Doszkolénia à Varsovie. Après en être sorti, il fut affecté à la 1re division comme chef d’État-Major. En décembre 1926, il fut muté à Varsovie et prit en juillet 1929 le commandement du 2e régiment d’infanterie à Sandomierz. En janvier 1936, il est nommé Pułkownik (commander) de la 8e division d’infanterie à Modlin, où il était en garnison à la veille de la Seconde Guerre mondiale. 
En 1939, il combattit dans la région de Modlin. Sa division prit alors part au soulèvement de Varsovie en 1939. Son fils et sa fille survécurent à l’insurrection, à laquelle ils participèrent comme combattants. En 1966, August Zaleski nomma de Laveaux au grade de général de brigade. Après la guerre, la famille partit pour la Grande-Bretagne, où Ludwik de Laveaux mourut le 16 décembre 1969 à Londres.  Il est inhumé au cimetière de South Ealing.

## Décorations et distinctions
- Croix d'argent de l'ordre Virtuti Militari
- Croix d'officier de l'ordre de la Renaissance de la Pologne
- Croix de l'Indépendance (avec épées)
- Croix de la Valeur (4 fois)
- Croix d'or du Mérite (2 fois)
- Citoyen d’honneur de la ville de Sandomierz (1936)